# Markus Weissenberger
Markus Weissenberger (Lauterach, 8 marzo 1975) è un ex calciatore austriaco, di ruolo centrocampista.